# Andrzej Rzeczycki
Andrzej Rzeczycki herbu Janina (zm. w 1608 roku) – instygator koronny w latach 1587-1608, podkomorzy lubelski w latach 1591–1608, pisarz ziemski łukowski w latach 1586–1591, marszałek Trybunału Głównego Koronnego w 1592 roku, członek dworu Zygmunta III Wazy w 1590 roku.
Instygator w sprawie Zborowskiego na sejmie 1585.
Poseł na sejm koronacyjny 1587/1588 roku z województwa lubelskiego.
Był wyznawcą kalwinizmu. Jako ewangelik i deputat na Trybunał Główny Koronny w Lublinie był wybrany prowizorem przez protestancko-prawosławną konfederację wileńską w 1599 roku.